# 백프로시대: 접촉을 회피한 일류들
《백프로시대: 접촉을 회피한 일류들 》은 목요일에 방영되었던 웹드라마이다.

## 기획 의도
절대평가를 위해 남몰래 입시학원에 다니는 10대의 이야기

## 제작진
- 극본 : 민린, 이석용
- 연출 : 송재묵

## 등장인물
- 이수민 : 백희재 역
- 김성현 : 이시대 역
- 이승연 : 김희재 역
- 신가은 : 임유리 역
- 김근목 : 이기성
- 오진석